# BEST REMIX
『BEST REMIX』（ベスト・リミックス）は、日本のAORバンドであるカルロス・トシキ&オメガトライブの初のベスト・アルバム。1989年12月21日にバップから発売された。

## 解説
1986オメガトライブから改名後を通じて初のベスト・アルバムとなっており「君は1000%」から「アクアマリンのままでいて」迄の全シングルに加えアルバム収録曲・シングルC/Wより代表的な5曲が収録されている。
本作も前作『BAD GIRL』同様、藤田浩一と新川博の共同プロデュース。基本的に発売順での収録だが、「Night Child」「Your Graduation」など、発売順と関係なく収録された楽曲もある。
前作『BAD GIRL』でミキシング・エンジニアを担当した吉田保がリミックスを手がけており、吉田が収録曲をミックスするのは全曲初であり、それまで発表されているミックスとかなり違う仕上がりになっている。同時制作されたオリジナル・カラオケの一部が、ボックス・セット『1986 OMEGA TRIBE CARLOS TOSHIKI&OMEGA TRIBE COMPLETE BOX "Our Graduation"』に収録されている。

## 収録曲
各楽曲の詳細はリンクを参照。
1. 君は1000%
2. Super Chance
3. Cosmic Love
4. I'll Never Forget You
5. Miss Lonely Eyes
6. Crystal Night
7. Brilliant Summer
8. Night Child
9. Stay Girl Stay Pure
10. Down Town Mystery
11. アクアマリンのままでいて
12. Your Graduation
  - オリジナル版はフェードアウトするが、本作ではフェードアウトしない。